# Ringwall

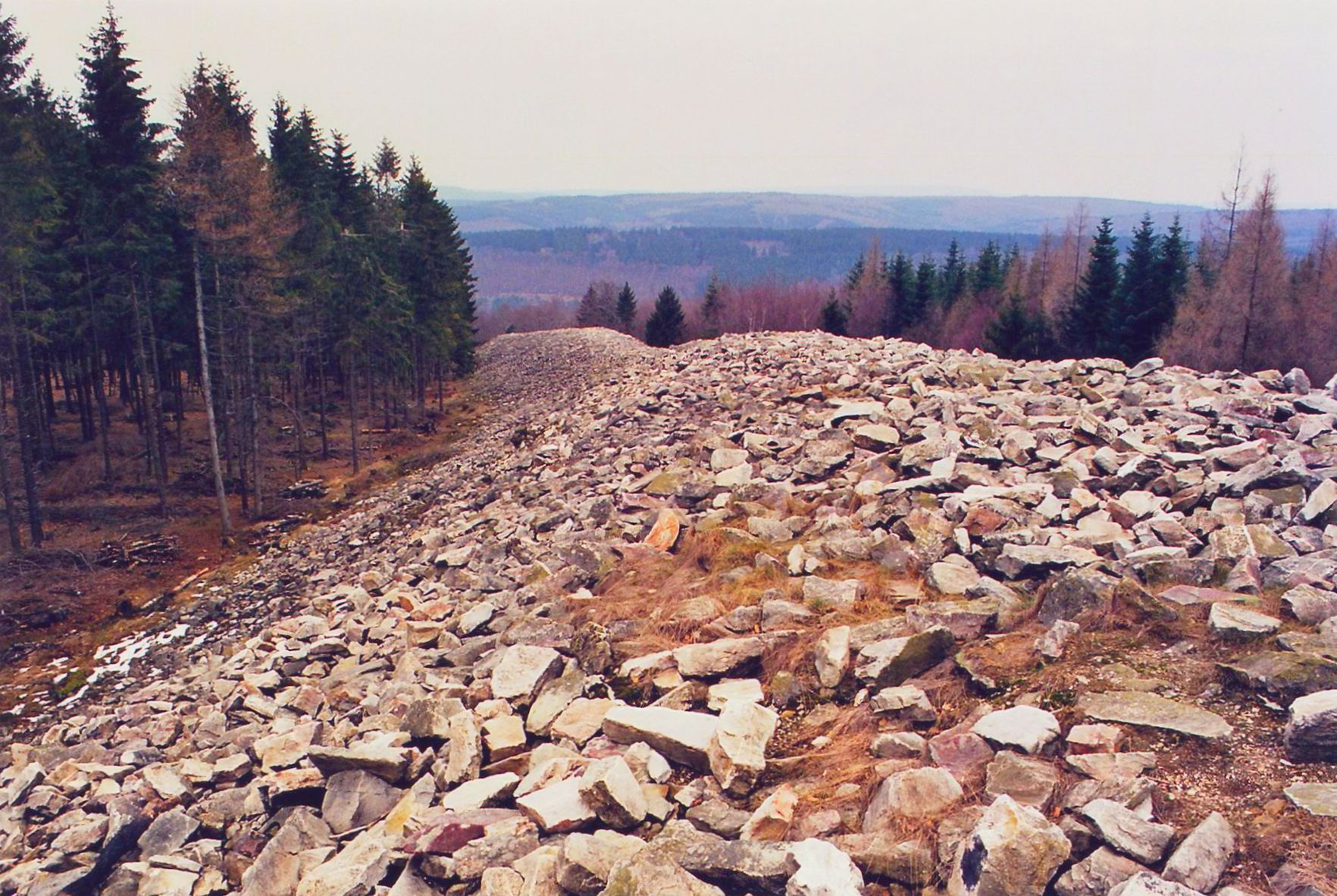
Ringwall von Otzenhausen

Ein Ringwall ist eine ringförmige Wallanlage, die zur Verteidigung als Feldbefestigung oder Wallburg, aus religiösen Gründen und vielleicht auch als Versammlungsort erbaut wurde.
Die Entstehungszeit dieser Anlagen erstreckt sich vom Neolithikum (Jungsteinzeit) bis herauf in das Mittelalter.

## Aufbau

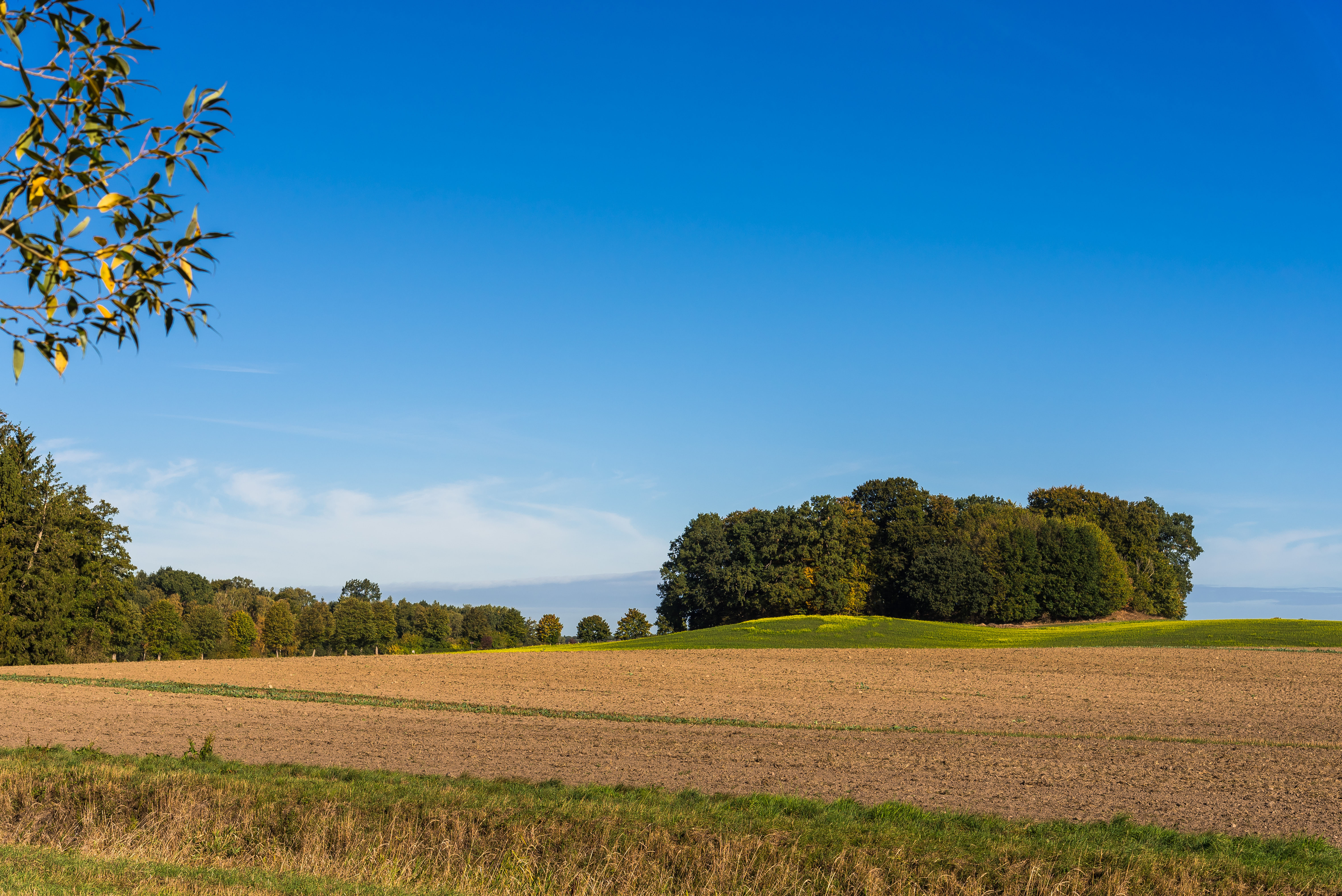
Typische Ansicht eines Ringwalls im Tiefland heute – Von Bäumen überwachsener Wall inmitten einer Ackerlandschaft: Oldenburger Wall bei Horst

Das Charakteristische eines Ringwalls ist der Wall als fortifikatorisches Hauptelement. Er kann auf verschiedene Weise aufgebaut sein, als einfache Erdaufschüttung, als Holz-Erdekonstruktion bis hin zu einer Mauer. Ehemalige Holz-Erde-Mauern, aber auch solche aus Stein, sind heute im Gelände oftmals nur noch als vermeintlicher Erdwall zu erkennen. Meist besaß ein Ringwall einen vorgelagerten Graben; der Wall kann durch eine Palisade ergänzt werden. Oft wurden von den Erbauern mehrere konzentrische Ringwälle errichtet, wodurch eine effektivere Verteidigung gegen Angreifer  möglich war. Vorgelagerte Anlagen eines Ringwalls stellen Ringabschnittswälle und Abschnittswälle dar, wie an einem Bergsporn. Ringwälle der Eisenzeit sind häufig durch Annexwälle begleitet, die meist zur Sicherung der Wasserversorgung, wie Quellen, dienten und diese ganz oder teilweise einschlossen.

## Entdeckung
Viele Ringwälle wurden im schweizerischen und niederösterreichischen Alpenvorland entdeckt, oft im Wald und häufig durch  Luftbildarchäologie (Luftfotos bei flachem Sonnenstand). Profile durch die Anlagen und die Ausgrabung der Innenfläche erlauben Analysen der zeitlichen Entwicklung der Befestigung, der Keramik und des Nahrungsangebotes der Vorzeit.

## Zeitliche Einordnung
Im 19. und auch noch im 20. Jahrhundert wurden Ringwälle auch von Archäologen oft pauschal als vorgeschichtlich eingestuft. Bei manchen ist die Datierung als vorgeschichtlich oder mittelalterlich allein aus der Form der Anlage schwierig, wenn keine datierbaren Funde vorliegen. Oft wurden solche Anlagen aber auch mittlerweile als frühmittelalterliche Burgstellen erkannt. In topographischen Karten sind sie jedoch meistens noch als „Ringwall“ eingetragen.

## Bekannte Ringwälle
- Arkeburg bei Goldenstedt
- Eiringsburg bei Bad Kissingen
- Donnersberg in der Pfalz
- Grotenburg im Teutoburger Wald
- Heidenmauer bei Bad Dürkheim

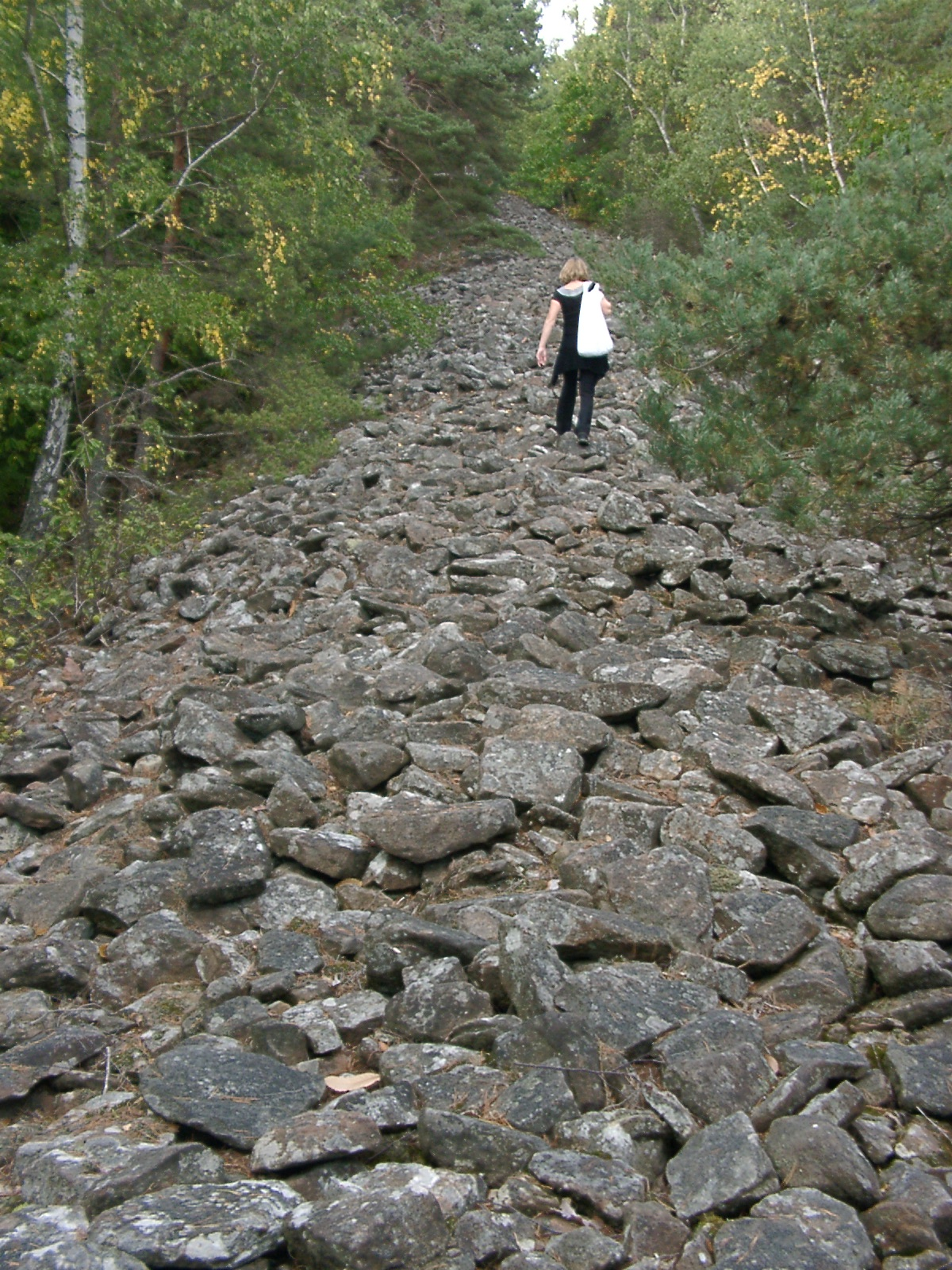
Heidenmauer bei Bad Dürkheim

- Heidenwall Dehlthun bei Ganderkesee
- Heiligenberg in Heidelberg
- Holterhöfchen in Hilden
- Hünenburg Bielefeld
- Hünenburg bei Twistringen
- Judenhügel bei Kleinbardorf in Unterfranken
- Lembecksburg auf Föhr
- Mettermich
- Pöppendorfer Ringwall bei Lübeck
- Quatmannsburg bei Cappeln
- Ringkopf auf den Gemarkungen von Sensweiler und Allenbach im Landkreis Birkenfeld
- Ringwall auf dem Tönsberg bei Oerlinghausen
- Ringwälle bei Stromberg bei Bonn
- Ringwall Burscheider Mauer
- Ringwall Heiligenberg bei Bruchhausen-Vilsen
- Ringwall im Eurasburger Forst
- Ringwall in Bürgstadt
- Altenburg bei Sulzbach am Main
- Greinberg bei Miltenberg
- Ringwall Koblenzer Dommelberg
- Ringwall von Groß-Raden in Mecklenburg
- Ringwall von Otzenhausen
- Ringwälle im Reitlingstal im Elm (Krimmel- und Brunkelburg)
- Sachsenwall auf dem Marienberg bei Nordstemmen
- Sierhauser Schanzen bei Damme
- Slawische Ringwall-Anlage in Oldenburg in Holstein
- Tinnumburg auf Sylt

Auf dem Territorium des heutigen Bundeslandes Hessen:
- Liste vor- und frühgeschichtlicher Wallanlagen in Hessen, u. a.:

- Ringwall Altkönig im Vordertaunus
- Rödchensmauer auf der Dornburg (Oppidum)
- Dünsberg bei Gießen
- Ringwall Kapellenberg bei Hofheim am Taunus

- Frühmittelalterliche Ringwallanlagen:

- Die Schwalenburg in Willingen-Schwalefeld